# Inspiration Mars Foundation
Inspiration Mars Foundation — ныне несуществующая американская некоммерческая организация (фонд), основанная предпринимателем Деннисом Тито, планировавшая отправить в январе 2018 года пилотируемую экспедицию для облёта Марса.
Организация намеревалась использовать преимущество пускового окна для запуска в январе 2018 года экспедиции облёта Марса с возвращением на Землю.
Фонд декларировал, что исследование космического пространства служит катализатором роста, национального процветания, знаний и глобального лидерства. А использование преимущества уникальной представляющейся возможности могло бы оживить образовательный интерес к науке, технике, инженерному делу и математике.

## Полёт

Приблизительная траектория полёта корабля Inspiration Mars (не в масштабе)

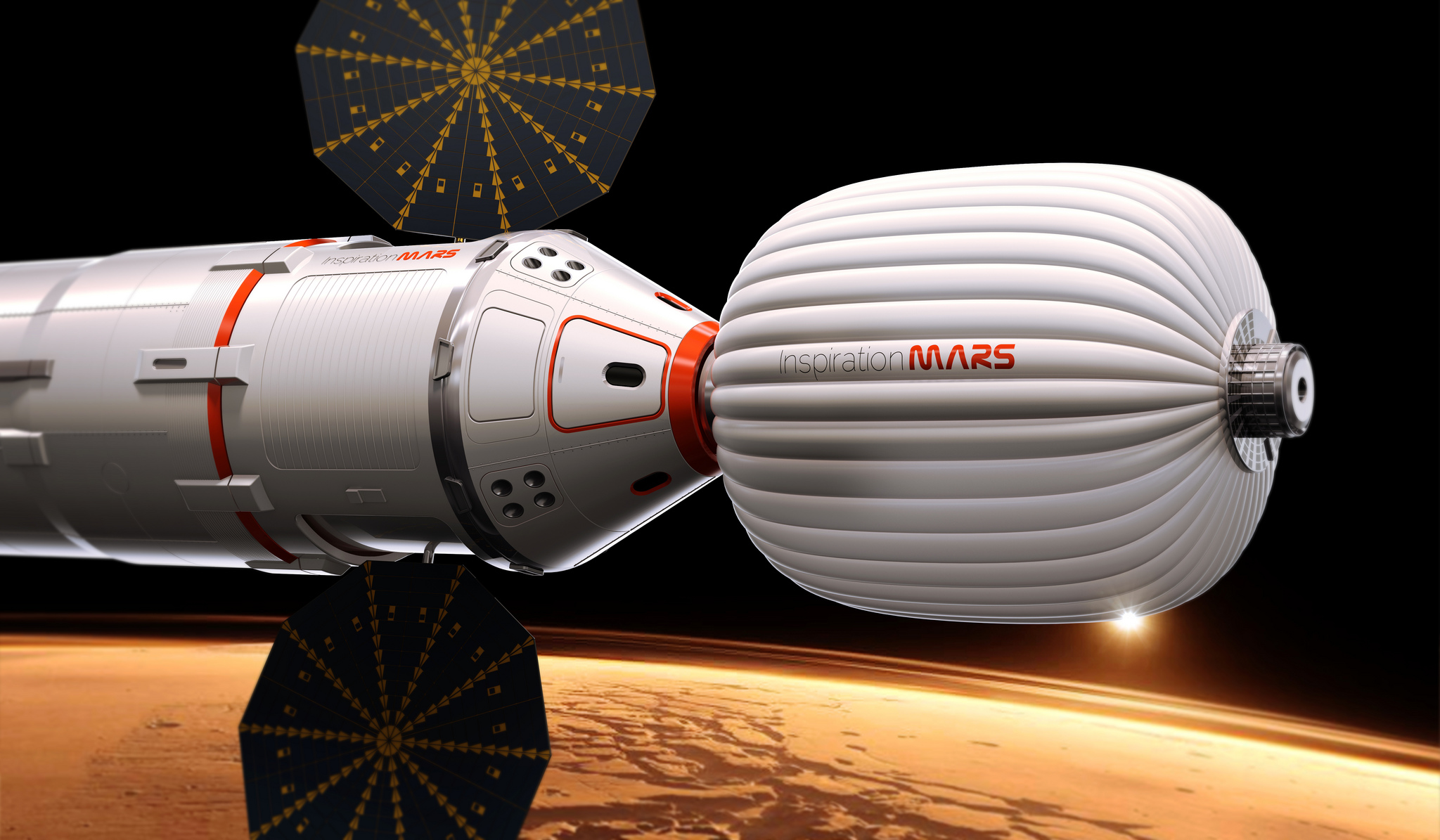
Возвращаемая капсула и жилой отсек Inspiration Mars в представлении художника.

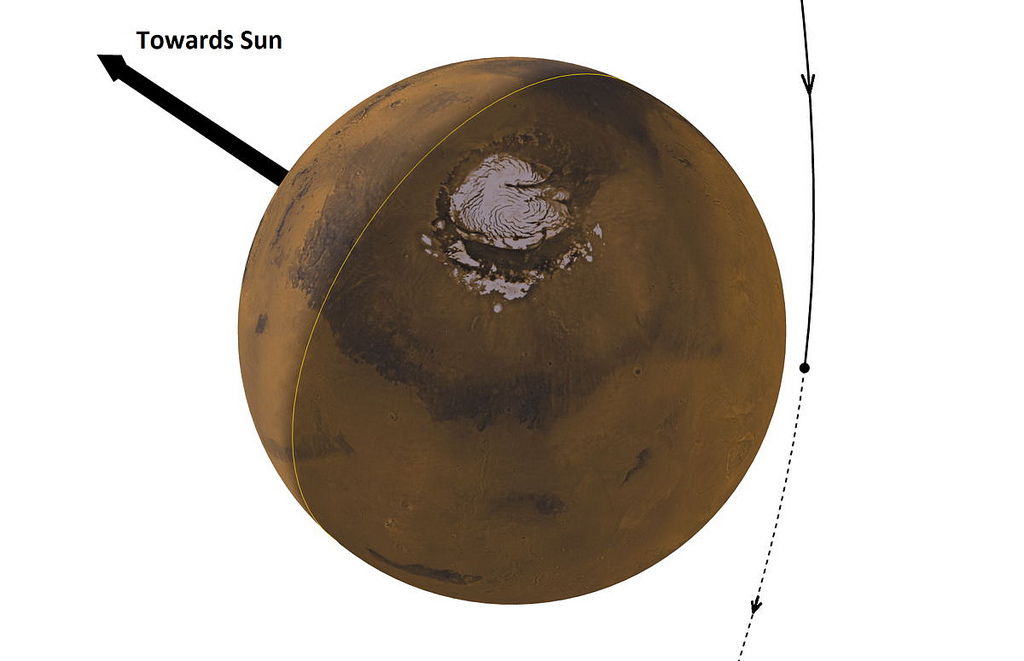
Перицентр орбитальной траектории Inspiration Mars.

Намеченная частная некоммерческая программа — 501-суточный полёт по облётной траектории, которая позволила бы кораблю использовать наименьшее возможное количество ракетного топлива, чтобы долететь до Марса и вернуться к Земле. «Если что-то пойдёт не так, корабль должен быть способен самостоятельно вернуться на Землю, но без возможности сокращения траектории».
В 2018 году расположение планет предоставляло уникальную орбитальную возможность полёта к Марсу и обратно к Земле всего за 501 день. Фонд Inspiration Mars намеревался отправить американский экипаж из двух человек — мужчины и женщины — в облёт Марса с высотой перицентра до 160 км и безопасно вернуть на Землю.
Целевая дата запуска — 5 января 2018 года. Возможность полёта по такой быстрой облётной траектории представляется дважды в каждые 15 лет. После 2018 года следующей возможности не представится до 2031 года. Предполагалось использовать технологии, используемые НАСА и на Международной космической станции. Научные задачи полёта могли быть направлены на изучение физиологии и психологии новых прецедентов в пилотируемом исследовании космического пространства.
Схема облёта Марса снижала риск, не содержала критических орбитальных манёвров, не предполагался ни вход в атмосферу Марса, ни сближение, ни стыковка. Также она представляла собой кратчайший по продолжительности полёт к Марсу с возвращением. Возможность запуска в 2018 году совпадала с 11-летним солнечным минимумом, обеспечивающим наименьшее воздействие солнечной радиации. При следующей возможности подобного запуска (в 2031 году) солнечного минимума не будет.

### Технические сведения
Согласно рецензированной статье, подготовленной Деннисом Тито и группой соавторов для IEEE, «полёт не потребует маневрирования, кроме небольших корректирующих импульсов после выведения на траекторию перелёта к Марсу, и его нельзя будет прервать. Планировалось использовать технологии выведения на низкую околоземную орбиту и пилотируемых полётов с оснащением для длительного перелёта к Марсу. 10-тонный пилотируемый корабль — капсула для наилучшей защиты от перегрева при возвращении в атмосферу и надувной либо жёсткий жилой отсек — содержащий всю систему жизнеобеспечения и другие средства поддержания жизни экипажа. Они могут включать 1400 кг сухого пайка, тренажёры для компенсации длительного воздействия невесомости и компактное оборудование, аналогичное оборудованию на МКС, для рециркуляции воды и поддержания атмосферы. Ни скафандров, ни шлюза не предполагалось, и экипажу пришлось бы провести всё время путешествия внутри объёма примерно 17 м3».

## Отбор экипажа
Фонд предполагал большой поток желающих пройти отбор. Полёт, по определению, должен был быть рекордным по дальности и по продолжительности пребывания в космосе. Отобранной женатой паре требуется быть «терпеливыми, уравновешенными и способными сохранять позитивный настрой в условиях трудностей», как и в условиях угрозы здоровью. Полтора года в условиях невесомости ослабят человеческое тело, сильная доза радиации, вероятно, увеличит риск возникновения рака примерно на три процента. На этот риск экипажу придётся пойти добровольно.

## История
Ещё до пресс-конференции 27 февраля 2013 года, где было объявлено о полёте, ряду представителей космической отрасли и журналистов был предоставлен доступ к некоторым сведениям об исследовательской статье IEEE, которая представлена в марте 2013 года и содержит подробности технического обоснования пилотируемого облёта продолжительностью 501 день во время орбитального окна 2018 года.
27 февраля 2013 года фонд Inspiration Mars Foundation провёл пресс-конференцию, чтобы объявить о плане фонда обеспечить материальную часть, приобрести услуги запуска на ракете-носителе, отобрать экипаж из женатых мужчины и женщины (чтобы представить в экипаже людей обоих полов и вдохновить молодёжь обоих полов на большую мечту и на изучение науки, техники, инженерного дела и математики) и затем попытаться собрать недостающие средства для запуска в 2018 году. Филантроп Деннис Тито собирался финансировать проект в объёме порядка 100 млн долларов в течение первых двух лет работы фонда.

## Руководители
- Джонатан Кларк, главный врач[11]
- Тэйбер МакКаллам, технический директор[11]
- Джейн Пойнтер, разработка системы жизнеобеспечения[11]
- Джо Ротенберг, председатель консультативного и наблюдательного совета[11]
- Джон Каррико, мл., динамика полёта и расчёт траектории[11]

## Финансирование
Программа должна была финансироваться с учётом некоммерческого статуса фонда Inspiration Mars в Соединённых Штатах. Деннис Тито намеревался оплачивать расходы фонда в течение первых «двух лет из собственных глубоких карманов». Общая стоимость программы оценивалась в сумму от 1 до 2 млрд долларов США, что менее чем 2,5 млрд долларов, которые НАСА расходует на программу Mars Science Laboratory, включая два года работы на поверхности Марса для марсохода Curiosity, управляемого с Земли. Фонд «привлечёт средства от промышленности, физических лиц и других желающих сделать пожертвования».

## Реакция в космической отрасли
По словам генерального конструктора ракетно-космической корпорации «Энергия» Виталия Лопоты, идея осуществить в 2018 году пилотируемый облёт Марса на космическом корабле с экипажем из двух человек вряд ли осуществима с использованием существующих технологий.
По его мнению, без новых источников энергии в 2018 году полёт к Марсу невозможен. Масса корабля, возвращающегося к Земле со второй космической скоростью, составит не менее 20 тонн, в то время как масса экспедиционного корпуса для полёта четырёх человек на Марс составит 480 тонн. В экипаже из двух человек через один-два месяца полёта возникнут психологические проблемы: в условиях полной изоляции в космосе двое окажутся на грани серьёзного конфликта. В экипаже из трёх человек спустя некоторое время после запуска двое начнут «дружить» против одного.
На каждого члена экипажа, по словам Виталия Лопоты, в день нужно в среднем по 10 кг воды и продуктов. Также потребуются запасы топлива для полёта на Марс и возвращения обратно. Применение ракетных двигателей, использующих химическую энергию топлива, потребует создания комплекса массой 2,5 тысячи тонн.
Кроме того, до сих пор не имеется точных данных о воздействии космической радиации на человеческий организм. Это воздействие ещё не изучено, и полёт людей к Марсу представляет собой недопустимый риск.